# Eubaphe nanora
Eubaphe nanora là một loài bướm đêm trong họ Geometridae.